# Ronald Araújo
Ronald Federico Araújo da Silva (sinh ngày 7 tháng 3 năm 1999) là một cầu thủ bóng đá chuyên nghiệp người Uruguay hiện đang thi đấu cho câu lạc bộ La Liga Barcelona và đội tuyển bóng đá quốc gia Uruguay ở vị trí trung vệ hoặc hậu vệ phải. Được đánh giá là một trong những hậu vệ xuất sắc nhất thế giới trong thế hệ của mình, anh nổi tiếng nhờ lối chơi giàu thể lực, khả năng không chiến tốt, nhãn quan chiến thuật xuất sắc và sự điềm tĩnh trong lối chơi.

## Sự nghiệp câu lạc bộ

### Rentistas
Sinh ra ở Rivera với mẹ là người Brazil, Araujo đã tham gia Rentistas từ câu lạc bộ quê hương Huracán de Rivera. Anh có trận ra mắt với đội bóng cũ vào ngày 24 tháng 9 năm 2016, vào sân từ ghế dự bị trong trận thắng 1–0 Segunda División trước Tacuarembó.
Araújo ghi bàn thắng đầu tiên của mình vào ngày 9 tháng 12 năm 2016, ghi bàn gỡ hòa trong trận hòa 2–2 trên sân nhà trước Central Español. Anh trở thành cầu thủ thường xuyên đá chính trong mùa giải 2017 và ghi một hat-trick trong chiến thắng 3–2 trước Villa Española vào ngày 17 tháng 6 năm đó.

### Boston River
Vào ngày 28 tháng 7 năm 2017, Araújo gia nhập Primera División tại Boston River Anh đã có trận ra mắt ở hạng mục này vào ngày 18 tháng 9, thay thế Maximiliano Sigales muộn thành công 0-0 trước El Tanque Sisley.

### Barcelona
Vào ngày 29 tháng 8 năm 2018, Araújo đã ký hợp đồng 5 năm với FC Barcelona với mức phí là 1,7 triệu euro, cộng với 3,5 triệu euro cho các biến số; ban đầu anh được xếp vào đội dự bị ở Segunda División B Anh đã ra mắt La Liga vào ngày 6 tháng 10 năm sau, vào sân từ băng ghế dự bị để thay cho Jean-Clair Todibo ở phút thứ 73 trong chiến thắng 4–0 trên sân nhà trước Sevilla; tuy nhiên, anh bị đuổi khỏi sân ở phút thứ 86 vì phạm lỗi với Javier Hernández.
Vào mùa giải 2020–21, Araújo được đôn lên đội hình chính, được trao chiếc áo số 4, chiếc áo mà Ivan Rakitić đã mặc trước đó. Vào ngày 19 tháng 12 năm 2020, anh ghi bàn thắng đầu tiên cho Barcelona tại La Liga trong trận hòa 2–2 trên sân nhà trước Valencia.

## Sự nghiệp quốc tế
Sau khi đại diện cho Uruguay ở các cấp độ U-18 và U-20, Araújo có lần đầu tiên được triệu tập lên đội tuyển vào ngày 5 tháng 10 năm 2020, cho hai vòng loại World Cup 2022 đá với Chile và Ecuador. Anh đã có màn ra mắt quốc tế cả trận của mình 8 ngày sau đó, bắt đầu trong trận thua 2-4.
Vào tháng 6 năm 2021, Araújo được điền tên vào đội hình gồm 26 cầu thủ của Uruguay cho Copa América 2021 ở Brazil.

## Thống kê sự nghiệp

### Câu lạc bộ
Tính đến 19 tháng 5 năm 2024
| Câu lạc bộ          | Mùa giải            | Giải đấu                   | Giải đấu | Giải đấu | Cúp quốc gia | Cúp quốc gia | Châu lục | Châu lục | Khác | Khác | Tổng cộng | Tổng cộng |
| Câu lạc bộ          | Mùa giải            | Mùa giải                   | Trận     | Bàn      | Trận         | Bàn          | Trận     | Bàn      | Trận | Bàn  | Trận      | Bàn       |
| ------------------- | ------------------- | -------------------------- | -------- | -------- | ------------ | ------------ | -------- | -------- | ---- | ---- | --------- | --------- |
| Rentistas           | 2016                | Uruguayan Segunda División | 3        | 1        | –            | –            | –        | –        | –    | –    | 3         | 1         |
| Rentistas           | 2017                | Uruguayan Segunda División | 14       | 6        | –            | –            | –        | –        | –    | –    | 14        | 6         |
| Rentistas           | Tổng cộng           | Tổng cộng                  | 17       | 7        | –            | –            | –        | –        | –    | –    | 17        | 7         |
| Boston River        | 2017                | Uruguayan Primera División | 9        | 0        | –            | –            | –        | –        | –    | –    | 9         | 0         |
| Boston River        | 2018                | Uruguayan Primera División | 18       | 0        | –            | –            | 4        | 0        | –    | –    | 22        | 0         |
| Boston River        | Total               | Total                      | 27       | 0        | –            | –            | 4        | 0        | –    | –    | 31        | 0         |
| Barcelona B         | 2018–19             | Segunda División B         | 22       | 3        | –            | –            | –        | –        | –    | –    | 22        | 3         |
| Barcelona B         | 2019–20             | Segunda División B         | 20       | 3        | –            | –            | –        | –        | 2    | 0    | 22        | 3         |
| Barcelona B         | Tổng cộng           | Tổng cộng                  | 42       | 6        | –            | –            | –        | –        | 2    | 0    | 44        | 6         |
| Barcelona           | 2019–20             | La Liga                    | 6        | 0        | 0            | 0            | 0        | 0        | 0    | 0    | 6         | 0         |
| Barcelona           | 2020–21             | La Liga                    | 24       | 2        | 4            | 0            | 3        | 0        | 2    | 0    | 33        | 2         |
| Barcelona           | 2021–22             | La Liga                    | 30       | 4        | 2            | 0            | 10       | 0        | 1    | 0    | 43        | 4         |
| Barcelona           | 2022–23             | La Liga                    | 22       | 0        | 4            | 1            | 3        | 0        | 2    | 0    | 31        | 1         |
| Barcelona           | 2023–24             | La Liga                    | 25       | 1        | 2            | 0            | 8        | 0        | 2    | 0    | 37        | 1         |
| Barcelona           | Tổng cộng           | Tổng cộng                  | 107      | 7        | 12           | 1            | 24       | 0        | 7    | 0    | 150       | 8         |
| Tổng cộng sự nghiệp | Tổng cộng sự nghiệp | Tổng cộng sự nghiệp        | 193      | 20       | 12           | 1            | 28       | 0        | 9    | 0    | 242       | 21        |

1. ↑  Ra sân tại Copa Sudamericana
2. ↑  Ra sân tại Segunda División B play-offs
3. 1 2  Ra sân tại UEFA Champions League
4. ↑  Ra sân tại Supercopa de España
5. ↑  5 lần ra sân tại UEFA Champions League, 5 lần ra sân tại UEFA Europa League
6. 1 2 3  Ra sân tại Supercopa de España
7. ↑  1 lần ra sân tại UEFA Champions League, 2 lần ra sân tại UEFA Europa League

### Quốc tế
Tính đến 13 tháng 7 năm 2024
| Đội tuyển quốc gia | Năm       | Trận | Bàn |
| ------------------ | --------- | ---- | --- |
| Uruguay            | 2020      | 1    | 0   |
| Uruguay            | 2021      | 4    | 0   |
| Uruguay            | 2022      | 7    | 0   |
| Uruguay            | 2023      | 4    | 1   |
| Uruguay            | 2024      | 4    | 0   |
| Tổng cộng          | Tổng cộng | 20   | 1   |

Tính đến ngày 17 tháng 11 năm 2023
Bàn thắng và kết quả của Uruguay được để trước
| # | Ngày                 | Địa điểm                                           | Số trận | Đối thủ   | Bàn thắng | Kết quả | Giải đấu                      |
| - | -------------------- | -------------------------------------------------- | ------- | --------- | --------- | ------- | ----------------------------- |
| 1 | 17 tháng 11 năm 2023 | Sân vận động La Bombonera, Buenos Aires, Argentina | 15      | Argentina | 1–0       | 2–0     | Vòng loại FIFA World Cup 2026 |

## Danh hiệu
Barcelona
- La Liga: 2022–23
- Copa del Rey: 2020–21[22], 2024-2025
- Siêu cúp bóng đá Tây Ban Nha: 2023, 2025[23]